# 妃乃ひかり
妃乃 ひかり（ひの ひかり、1986年3月7日 - ）は、日本の元AV女優、元ストリッパー。株式会社ビュースタイルズエンターテイメント所属。

## 人物・略歴
趣味は、旅行、ドライブ、フラフープ、料理。
2005年7月、クリスタル映像からAVデビュー。
2005年9月11日にストリップデビュー。
2006年7月、MOODYZからセルデビュー。
2012年、AV30のAV女優人気投票で、43位にランクインした。
2013年10月5日ブログで引退する旨を発表。

## 作品

### アダルトビデオ
2005年
- Gの好奇心 妃乃ひかり (7月29日、クリスタル映像)
- 恋愛シンドローム 妃乃ひかり (8月26日、クリスタル映像)
- 女乳 妃乃ひかり (9月30日、クリスタル映像)
- コスプレ召使い 妃乃ひかり (10月28日、クリスタル映像)
- 家庭教師を召し上がれ♥ 妃乃ひかり (11月25日、クリスタル映像)
- 顔面シャワーエレクト24 2004-2005 (12月16日、クリスタル映像)
- 巨乳×爆乳GRANDPRIX SPECIAL 9 (12月16日、クリスタル映像)
- M乳玩具 妃乃ひかり (12月23日、クリスタル映像)

2006年
- feel 妃乃ひかり (1月27日、クリスタル映像)
- 恥ずかしいけど痴女なんです 妃乃ひかり (2月24日、クリスタル映像)
- FETISH FLASH 妃乃ひかり (3月31日、クリスタル映像)
- CRYSTAL THE BEST 2005 2nd. (3月31日、クリスタル映像)
- 女乳 THE BEST おっぱいパフェを召し上がれ♥ (4月28日、クリスタル映像)
- SUPER Re-MIX 妃乃ひかり THE BEST 大総集編 (5月26日、クリスタル映像)
- 潮吹きFUCK G14 PART.5 (6月23日、クリスタル映像)
- 初セル 妃乃ひかり (7月13日、MOODYZ)
- CRYSTAL THE BEST 2005 3rd. (7月21日、クリスタル映像)
- 巨乳×爆乳 家庭教師スペシャル (7月28日、クリスタル映像)
- ハイパーデジタルモザイクVol.035 妃乃ひかり (8月1日、MOODYZ)
- 超絶品ボディ 妃乃ひかり (9月13日、MOODYZ)
- A級オナニー CLIMAX 24 (9月29日、クリスタル映像)
- Gカップ爆乳FUCK 妃乃ひかり (10月13日、MOODYZ)
- 拷問くらぶ 妃乃ひかり (11月13日、MOODYZ)
- CRYSTAL THE BEST 2006 1st. (11月24日、クリスタル映像)
- 巨乳×爆乳8時間100連発!! 2 (12月15日、クリスタル映像)

2007年
- 超絶品ボディ4時間 (1月13日、MOODYZ)
- ハイパーデジタルモザイク4時間 2 (2月13日、MOODYZ)
- 超絶品ボディーSPECIAL (3月1日、MOODYZ)
- CRYSTAL THE BEST 2006 2nd. (3月23日、クリスタル映像)
- スクール水着4時間 (5月13日、MOODYZ)
- 妃乃ひかり BEST 4時間 (7月1日、MOODYZ)
- 女の復讐2 (7月7日、アタッカーズ)
- 麻薬捜査官 ヤク漬け膣痙攣 妃乃ひかり (7月19日、アイエナジー)
- マジックミラー号 激烈ボディー逆ナンパ 横浜みなとみらい編 (8月4日、ディープス)
- 聖(セイント)Gカップ女子高生vol.04 (8月1日、プレステージ)
- 監禁薬漬け淫乱奴隷の強制快楽3 (8月7日、アタッカーズ)
- 究極隣点 妃乃ひかり (8月16日、マキシング)
- 拷問くらぶ4時間 2 (9月1日、MOODYZ)
- 超人気女優の濃厚SEX4時間 (9月1日、MOODYZ)
- 妃乃ひかり 僕だけの超リアルドール (9月6日、ディープス)
- 巨乳ギャルM女教師 2 (9月21日、TMA)オムニバス作品
- 巨乳のバカぁ 妃乃ひかり (10月5日、ワープエンタテインメント)
- ど痴女 超ド級!!強制チ〇ポ狩りの雌女 vol.18 (10月5日、U&K)
- 巨乳乱交4時間 (10月13日、MOODYZ)
- チ●ポは自分でシゴきますから、それ以外の「接吻」とか「乳首責め」とか「亀頭チロチロ舐め」とかのお手伝いは、ぜ〜んぶお姉さんがシテ下さい。 (10月15日、ワープエンタテインメント)オムニバス作品
- 美巨乳中出し妄想 妃乃ひかり (11月1日、ワンズファクトリー)
- 巨乳騎乗位4時間 (11月1日、MOODYZ)
- 巨乳痴女ピストン騎上位 (11月16日、GLAY'z)オムニバス作品
- 潮吹き FUCK DX Part.1 (11月16日、クリスタル映像)
- TMA超絶Queen ∞ 極2枚組 8時間 (11月23日、TMA)オムニバス作品
- 電マ激イキFUCKERS Vol.5 (11月30日、マキシング)オムニバス作品
- 極上 おしゃぶり学園 (12月1日、MOODYZ)
- E-BODY (12月13日、E-BODY)
- OFF REC(オフレコ)密着36時間 15発2日のぶらり旅 (12月16日、マキシング)
- 出没 生痴女 (12月21日、U&K)

2008年
- エロスの宇宙 (1月1日、MOODYZ)
- 女怪盗 女豹6 爆弾を抱いて眠れ (1月7日、アタッカーズ)
- 御主人様の愛玩具 巨乳ご奉仕メイド (1月13日、マルクス兄弟)
- 極 四十八手秘技伝授 スーパーマジックミラー号カップル逆ナンパ (1月17日、SODクリエイト)
- 強制猥褻 非合法ドラッグ (2月1日、ワンズファクトリー)
- 奴隷の住む家 (2月7日、アタッカーズ)
- キャビンアテンダント監禁陵辱 〜玩具にされた美肉〜 (2月7日、ヒビノ)
- ノーモザイクおまんこ 10 (2月13日、カルマ)
- kira☆kira SPECIAL 3MIX★FUCK (2月19日、kira☆kira)
- 超高級ソープ嬢 THE ゴージャス (2月21日、SODクリエイト)
- スーパーマジックミラー号 カップル逆ナンパ 彼女の初めての浮気編 (2月21日、SODクリエイト)
- ヴァーチャル保育園 イカせてひかり先生 (3月1日、ワンズファクトリー)
- 接吻や乳首を舐められながら手コキされた僕。 2 (3月1日、ワンズファクトリー)オムニバス作品
- SOD陵辱病棟 The プレミアム (3月6日、SODクリエイト)
- キモ男に犯されるインテリ女医 (3月13日、マルクス兄弟)
- 見つめられたまましゃぶられてイってしまった僕 (4月1日、ワンズファクトリー)オムニバス作品
- ULTRA BIG TITS Gcup (4月11日、プレステージ)
- 爆乳二人は顔射好きインテリ濃厚マニア (4月19日、クロス)
- 大人の手コキ 〜ごほうび潮吹きマンコ〜 (4月25日、しのだプロジェクト)
- 爆乳ハーレム (5月5日、ワンズファクトリー)
- コスプレ 妃乃ひかり (5月9日、TMA)
- 爆乳家庭教師 1 (5月9日、ビッグモーカル)オムニバス作品
- 会員制高級ソープ 二輪車限定 巨乳ギャル専門店 2 (5月16日、GLAY'z)
- 生中出し巨乳ギャル 4 (5月23日、メディアステーション)オムニバス作品
- BOIN HAZARD (6月13日、ビッグモーカル)オムニバス作品
- 完全ボディM (6月19日、ドグマ)
- 巨乳淫乱オフィスレディー (6月19日、イエロー)
- 女王様監禁凌辱レズビアン 集団サディスト淫乱痴女 (6月19日、クロス)
- ザーメンタンク巨根恋愛爆乳萌えちんぽ。 (6月19日、アンナと花子)
- 黒ストッキング限定 (6月20日、GLAY'z)オムニバス作品
- 24人の乳もみインタビュー 4時間 2 (6月20日、TMA)オムニバス作品
- 素人AneギャルHEAVEN 4時間 (6月20日、おかず。(ケイ・エム・プロデュース)オムニバス作品
- SIMPLE 1980 THE フェラチオ 完全撮り下し 3rd Impact (7月11日、ビッグモーカル)オムニバス作品
- ギャルロワイアル 2 (7月25日、TMA)
- 夫の借金を理由に強姦された人妻 (8月1日、ワンズファクトリー)
- 張り型チンポ自慰 01 (8月1日、ワンズファクトリー)オムニバス作品
- 全裸立ち電マ連続アクメ 4時間 (8月8日、TMA)オムニバス作品
- 中に当たるとヨダレが垂れちゃう。 (8月19日、乱丸)
- 巨乳人妻町内会 (8月19日、イエロー)
- 脱ぎたてホクホクパンティー手コキ&フェラ (8月19日、イエロー)オムニバス作品
- NON STOP (9月5日、TMA)
- 新奴隷島 第二章 私達の都市伝説 (9月7日、アタッカーズ)
- 極上ベロチュー (9月12日、アップス)
- E-BODY 妃乃ひかり (9月13日、E-BODY)
- ほたるとひかりの潮吹き同棲生活1週間 (9月19日、アンナと花子)
- 中出しOL狩り (9月26日、マックス・エー)
- E-BODY SPECIAL (10月13日、E-BODY)
- Gカップ痴女メイド (10月19日、クロス)
- 手コキでベロちゅ〜 4 (10月19日、イエロー)オムニバス作品
- リアルファイティング・ファッカー (10月19日、ドグマ)
- 絶対快感。 (11月7日、桃太郎映像出版)
- 巨乳・爆乳 全身マッサージ VOL.2 (11月7日、映天)オムニバス作品
- もしも…こ〜んな巨乳ナースだらけの病院があったら? デカちん中出しクリニック (11月13日、カルマ)
- 爆乳パイズリ挟射 (11月13日、マルクス兄弟)オムニバス作品
- 中出し若妻狩り (11月14日、マックス・エー)
- 即日AV女優 02 (11月17日、レアル・ワークス)オムニバス作品
- ちんぐり返しアナル舐め手コキ (11月19日、イエロー)オムニバス作品
- 官能小説朗読オナニ〜 4 (11月19日、イエロー)オムニバス作品
- パイズリ狭射 トリプル痴女大乱交 (11月22日、ワンズファクトリー) ※AVグランプリ2009 エントリー作品
- ケガDOLLS (11月22日、NIRVANA)オムニバス作品※AVグランプリ2009 エントリー作品
- ザーメン中出し凌辱生保レディ (12月1日、ワンズファクトリー)
- 張り型チンポ自慰 02 (12月1日、ワンズファクトリー)オムニバス作品
- ベロベロ接吻と見られながらの自慰 (12月13日、マルクス兄弟)オムニバス作品
- SAFARI 005 最強悩殺バディ☆ゴージャスなギャルと人生最高のSEX!!（12月19日、S級素人）

2009年
- 絶対にハサまれたい巨乳が、そこにはある (1月15日、ワープエンタテインメント)オムニバス作品
- 完全撮りおろし カリスマモデルだらけの超高級風俗ビル (1月16日、ケイ・エム・プロデュース)オムニバス作品
- イグイグ大乱交  (1月19日、乱丸)
- kira☆kiraSPECIAL淫乱スタイルGALS☆OIL乱交  (1月19日、kira☆kira)
- Gカップ専門 家庭教師派遣センター 2 (1月22日、V&Rプロダクツ)
- 黒ストッキングOL大全集2枚組8時間 (1月30日、TMA)オムニバス作品
- 美人フェラティストの淫らなオクチ (2月19日、エムズビデオグループ)
- ダンス教室レズビアン 若い巨乳レオタードに欲情するインストラクターダブル痴女 (2月19日、アンナと花子)
- 鬼イカセ 妃乃ひかり (2月20日、レアル・ワークス)
- 巨乳☆美乳 20連発!! (2月27日、マックス・エー)オムニバス作品
- 巨乳舐め吸いSP 乳フェチ向け 舐め吸いしまくり120分 (3月1日、ABC)オムニバス作品
- 裏エロスの宇宙 (3月13日、MOODYZ)
- 女医in… ［脅迫スイートルーム］ Doctor hikari（25） (3月15日、ドリームチケット)
- 気づけばいつも、アナル舐め (3月15日、ワープエンタテインメント)オムニバス作品
- 一生に一度はお願いしたい個人インストラクター (3月16日、マキシング)
- 世界で一番大きなチンポを持つ男のSEX (3月19日、ROOKIE)
- パーフェクトセレクション (3月20日、レアル・ワークス)
- メガザーメン一発大量顔射 2 (3月20日、レアル・ワークス)オムニバス作品
- 2回連続大量ザーメン激顔射 2 (4月1日、V (ヴィ))オムニバス作品
- 人妻誘惑するカラダ (4月2日、タカラ映像)
- NON STOP ORGASM ポルチオエンドルフィン 妃乃ひかり 絶倫無双 (4月10日、クリスタル映像)
- 「痴」女優 (4月15日、ワープエンタテインメント)
- 風俗ちゃんねる 12 (4月16日、マキシング)
- このナースがたまらない! (4月16日、マキシング)オムニバス作品
- メガピストン (4月17日、レアル・ワークス)
- 巨乳生保レディーアクメ監禁レズ姉妹 (4月19日、クロス)
- チンポコ・マグニチュード ボッキ・チンポコ 男だって潮吹きアクメ (4月19日、ドグマ)
- ボイン大好きしょう太くんのHなイタズラ (5月1日、グローリークエスト)
- ニーハイコレクター 絶対領域の虜 (5月1日、グローリークエスト)オムニバス作品
- 超☆制服トランス (5月1日、ワンズファクトリー)
- AUTOMATIC hikari Hino (5月18日、ケイ・エム・プロデュース)
- おしゃぶりVENUS (5月19日、エムズビデオグループ)
- 最高のアナル舐め手コキ (6月1日、ワンズファクトリー)オムニバス作品
- 極★イカせ電マ中出し乱交 (6月12日、クリスタル映像)
- このナイスバディがスゴイ！(6月16日、マキシング)オムニバス作品
- ぶっかけ中出し輪姦100連発 (6月25日、ダスッ!)
- もしもカリスマモデルが超高級ソープ嬢だったら… 完全版 (6月26日、ケイ・エム・プロデュース)オムニバス作品
- 拷問フェラくらぶDX2 (7月1日、MOODYZ)
- 24/7【TWENTY FOUR/SEVEN】 02 (7月22日、プレステージ)
- 触手アクメ 8 (7月23日、SODクリエイト)
- SEX ONLY 妃乃ひかり (8月01日、ワンズファクトリー)
- 妃乃ひかり DUAL BOX 8時間 (8月13日、マキシング)
- プールに浮かぶおっぱい!! 濡れた痴女と揺れた爆乳 (8月19日、OPPAI)
- 即尺大好き巨乳便所清掃婦 妃乃ひかり (8月19日、クロス)
- ファン参加型MM号！マジックミラー号クリニック (8月20日、ディープス)
- 狙った獲物は逃さない！同窓旅行に来た暇な人妻たちは100％SEX目的で男の誘いに乗ってくる (9月10日、グローバルメディアエンタテインメント)
- スペレズ 妃乃ひかり/大塚咲 (9月19日、エムズビデオグループ)
- 競泳水着 LOVERS 妃乃ひかり (9月25日、TMA)
- 犯られまくる淫乱OL25人 (9月25日　マックス・エー)オムニバス作品
- 妃乃ひかりコレクターズエディション4時間 (10月13日、マルクス兄弟)
- キメセク アルコールと媚薬をキメテセックス 妃乃ひかり (10月19日、ドグマ)
- Nude Naturalist 癒し体 vol.1 (12月1日、ワンズファクトリー)
- 超ビンカンな乳首を責めまくって2回連続で発射させる女たち (12月1日、V (ヴィ))
- ガチ本番!‘妃乃ひかり’の青姦オリエンテーリング (12月19日、SODクリエイト)

2010年
- WETLOOK BODY 妃乃ひかり (1月13日、ワンズファクトリー)
- ローション漬け少女 濡れ濡れの世界FINAL (1月13日、しのだ)
- キモ男に犯された美女たち 4時間 (1月13日、マルクス兄弟)
- Mドラッグ 妃乃ひかり (1月19日、ドグマ)
- ディルド・オナニー ベストコレクション vol.2 (1月19日、ドグマ)
- 鬼フェラ地獄 VI 妃乃ひかり・みついあんな (1月22日、レアル・ワークス)
- e-kiss THE BEST 8時間 (1月22日、クリスタル映像)
- 巨乳・爆乳 乳揉み2 BEST40人4時間 (1月22日、映天)
- 強制のど奉仕 悶絶イラマチオ20人4時間 (2月1日、ワンズファクトリー)
- 社長秘書はインテリ痴女 妃乃ひかり (2月1日、ワンズファクトリー)
- 超☆制服トランス the BEST (2月1日、ワンズファクトリー)
- 見つめられたままフェラ 完全主観ノンストップ4時間 (2月1日、ワンズファクトリー)
- 淫猥レズバトル VOL.2 エリート女社長妻vsセレブ妻 (2月4日、ディープス)
- V＆R女優20人 4時間BEST VOL.3 (2月4日、V&Rプロダクツ)
- 男を狂わせる絶品ボディ4時間 (2月13日、MOODYZ)
- 地獄突き 妃乃ひかり (2月15日、NON)
- 若妻覚醒物語 陵辱の果てに狂乱する痴女性 (2月15日、STAR PARADISE)
- 愛液ダラダラ・セクレタリー 妃乃ひかり (2月19日、ドグマ)
- 淫乱SEX100本番8時間 (2月19日、乱丸)
- kira☆kira BEST 女教師☆COLLECTION42人6時間 (2月19日、kira☆kira)
- ゴックン美女大全集 (2月19日、エムズビデオグループ)
- 絶品ボディー20連発中出しサセ子 妃乃ひかり (2月19日、クロス)
- NON STOP ORGASM ポルチオエンドルフィン THE BEST 女体開発 (2月19日、クリスタル映像)
- 友人の妻は巨乳家庭教師 妃乃ひかり (2月19日、VENUS)
- 史上最高のグラマラスボディ凌辱4時間スペシャル (2月25日、ダスッ!)
- ダスッ！3周年記念全100タイトル一挙公開凌辱の祭典8時間特別版 (2月25日、ダスッ!)
- 極選！強制ディープスロート スペシャル (2月26日、million)
- 女子社員 COLLECTION HD (2月26日、TMA)
- 義母相姦 偽装結婚、母の連れ子喰い 妃乃ひかり (3月1日、VENUS)
- コスプレ100人100着8時間 (3月1日、MOODYZ)
- 涙目の涎便器美少女イラマ50連発4時間 (3月1日、MOODYZ)
- 2回連続で抜く女たち240SP (3月1日、V (ヴィ))
- 完全ノーカット版 奴隷の住む家 (3月7日、アタッカーズ)
- TMAギャルBIBLE 8時間 (3月12日、TMA)
- 20センチ少年 妃乃ひかり (3月15日、NON)
- 交互マゾヒスト 巨乳羞恥レズビアン (3月19日、クロス)
- お尻の穴で「女のイク感覚」を体験デキる超スゴ技!「アナニ―」マスターDVD (4月6日、SODクリエイト)
- レンタルAV女優 「妃乃ひかり」お借りします。 (4月19日、YeLLOW)
- ザーメン1200連発の洗礼 (4月25日、ダスッ!)
- 張り型チンポ自慰 05 (5月1日、ワンズファクトリー)オムニバス作品
- それでも貴方に愛されたいから… 妃乃ひかり 〜変態男の性癖に合うように躾けられていく婚約者〜 (5月7日、マドンナ)
- 宅配痴女 (5月19日、ドグマ)
- アナルのにおい Vol.1 (5月27日、サディスティックヴィレッジ)
- 女を寝かさずに100時間イカせ続ける (6月19日、ROOKIE)
- もっとも大淫乱 イグイグイグイグイグイグ大乱交 (6月19日、乱丸)
- レズビアン略奪愛 (7月19日、アンナと花子)
- 第429号法廷　公開セックス裁判(7月22日、SODクリエイト)監督:Keita★No.1
- 浣腸解禁 (8月25日、ダスッ!)
- 父親の愛人 (8月7日、マドンナ)
- 剛毛初パイパン (8月13日、MOODYZ)
- 奴隷ソープに堕ちた新入社員 (9月7日、アタッカーズ)
- TOHJIRO的 密室調教 巨乳ペット (9月19日、ドグマ)
- 咽喉おしゃぶりドM秘書 (10月1日、MOODYZ)
- 癒らし。VOL.76 (10月15日、アウダースジャパン)
- 手コキ目線 (11月15日、NON)オムニバス作品

2011年
- 特殊風俗の精飲嬢 妃乃ひかり (2月4日、ラッシュ)
- 逃亡中 (2月5日、ATOM)
- うなじコキ (3月1日、Fetishist/妄想族)オムニバス作品
- フェティッシュレズビアンXXX (5月13日、U&K)
- 巨乳ママドルの芸能界復帰オーディション (5月19日、グローリークエスト)
- featuring2 digital ark×WEEKENDER (5月25日 デジタルアーク)
- 寸止め女教師ザーメン狩り (10月5日、ワープエンタテインメント)
- 超可愛いギャル携帯販売員に勤務中セクハラすると意外に真面目なギャル販売員は声を押し殺して接客します。実はそれに興奮したギャル販売員は自分からお客さんにバレないように平社員のボクに営業中セックスをさせてくれます。（10月6日、GARCON）
- 不貞行為に欲情する淫乱団地妻 (10月14日、Nadeshiko)
- イグイグ大乱交 (10月19日、乱丸)
- おっぱいサッカー なめしこイレブン (11月7日、プレミアム)
- Perfect・Body（12月25日、サイドビー）

2012年
- 幻母 母さんがAV女優だと知ってしまった。 (2月1日、VENUS)
- 催眠マンション 701号室II (2月20日、催眠研究所)
- 湯けむり近親相姦 母子入浴交尾 (3月19日、VENUS)
- 誘惑レズミセス 3 巨乳人妻が誘う秘密のオフィスラブ (4月1日、U&K)
- 奴隷色のステージ22 (4月7日、アタッカーズ)
- 若妻セールスレディ 大人のおもちゃ実演販売 (4月27日、Mellow Moon)
- 催眠セミナー（6月1日、催眠研究所別館）
- 淫乱クールビューティー16時間（9月19日、Rookie）個人総集編
- ノーカット（11月1日、NIRVANA）個人総集編
- セックスはベテラン女優のほうがウマいに決まってる。（11月19日、乱丸）
- 川の字レイプ 吐息をこらえて犯されて…（12月7日、アタッカーズ）

2013年
- おっぱい好きな旦那より、お尻を責める不倫相手（1月25日、STAR PARADISE）
- 熟々 いやらしい女のいる家 2 〜色情AV編集者の一日（1月25日、Mellow Moon）
- レズビアン激ピストン 美巨乳ぷるるん抜き差し全開エクスタシー（2月19日、アンナと花子）